# Diomedes (silenciário)
Diomedes (em grego: Διομήδης; romaniz.: Diomédies) foi oficial bizantino que serviu sob os imperadores Justino I (r. 518–527) e Justiniano (r. 527–565). Em 528, como silenciário e duque da Palestina, atritou com o rei de Quinda Aretas, custando a derrota e execução do último nas mãos do rei lacmida Alamúndaro III (r. 505–554).